# Service (sports de raquette)
Pour les articles homonymes, voir service.

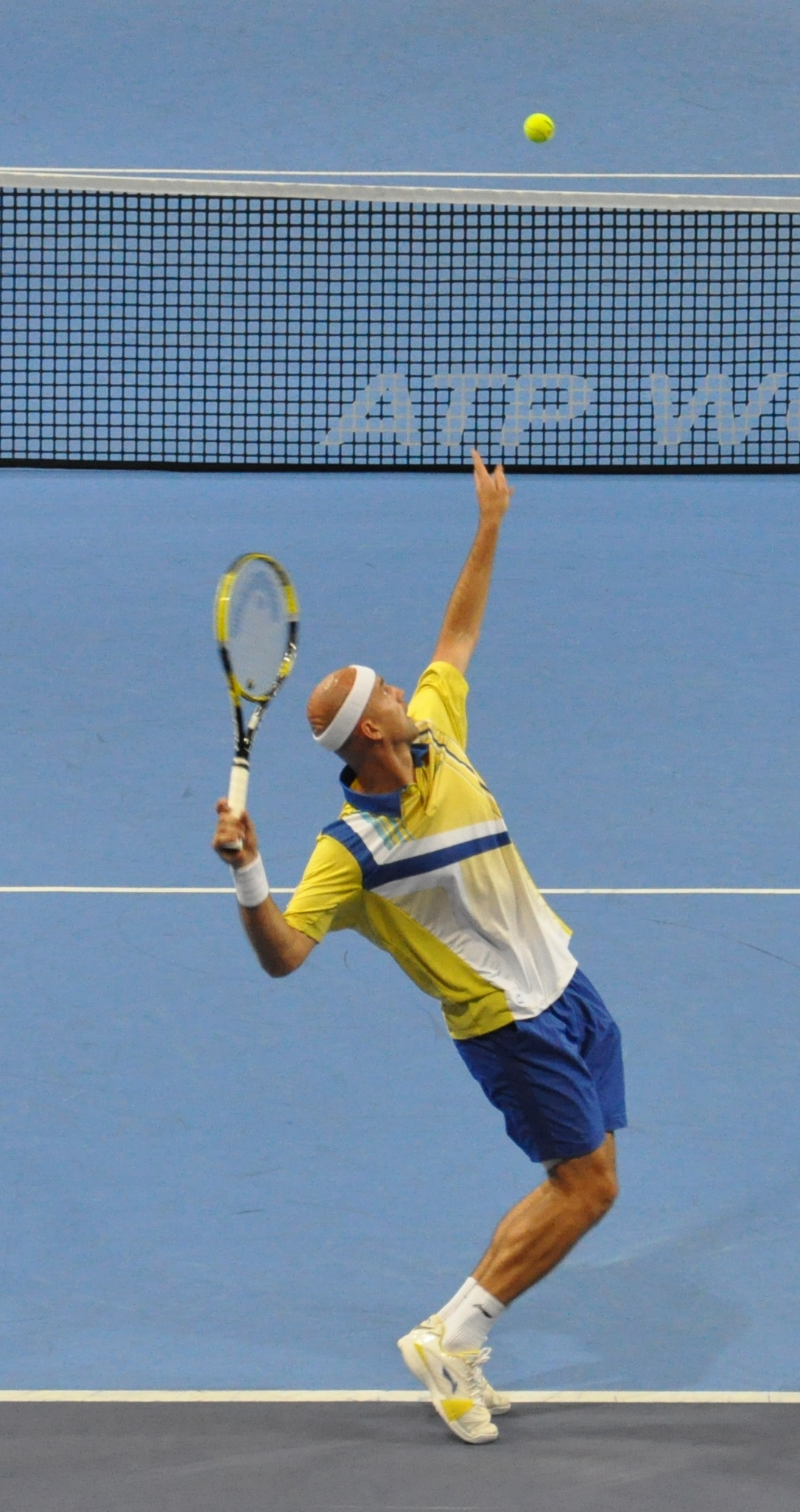
Le joueur de tennis croate Ivan Ljubičić au service.

Le service, dans les sports de raquette, désigne le premier coup de l'échange. La technique est très différente entre les différents sports, comme le badminton, le tennis, le squash ou le tennis de table.

## Service au tennis
Le service est un coup essentiel dans le tennis. Son importance est plus marquée encore dans le circuit masculin que dans le circuit féminin. « Le service a une place totalement différente sur les deux circuits », indique ainsi Alizé Lim, joueuse professionnelle et consultante sportive, et de préciser : « Chez les hommes, perdre son service, c’est se mettre en danger, possiblement perdre le set. Chez les femmes, ce n’est pas autant le cas. Chaque jeu peut venir renverser le précédent, chaque point est gagnable des deux côtés. Ce sont deux approches différentes du match au niveau mental. » L'importance du service est fonction également de la surface, importante sur le gazon,un peu moins sur le dur et moins encore sur la terre battue. Sur le gazon, la balle fuse, peu ralentie, le rebond est faible, laissant peu de temps au joueur qui reçoit le service pour s'organiser. Au contraire, sur la terre battue, la surface granuleuse ralentit la balle et accentue le rebond.
Parmi les principaux types de service, on peut citer le service slicé, lifté ou kické. Le serveur disposant de deux possibilités pour servir, il existe une différence tactique entre le premier service (ou le serveur prend en général un risque pour rechercher l'ace ou service gagnant) et le deuxième service qui doit être assuré.
Le serveur dispose pour servir d'un délai maximum de 25 secondes (et seulement 20 secondes en Grand chelem); s'il dépasse ce temps, l'arbitre peut lui donner un avertissement la première fois, et un point de pénalité en cas de récidive.

## Service au tennis de table

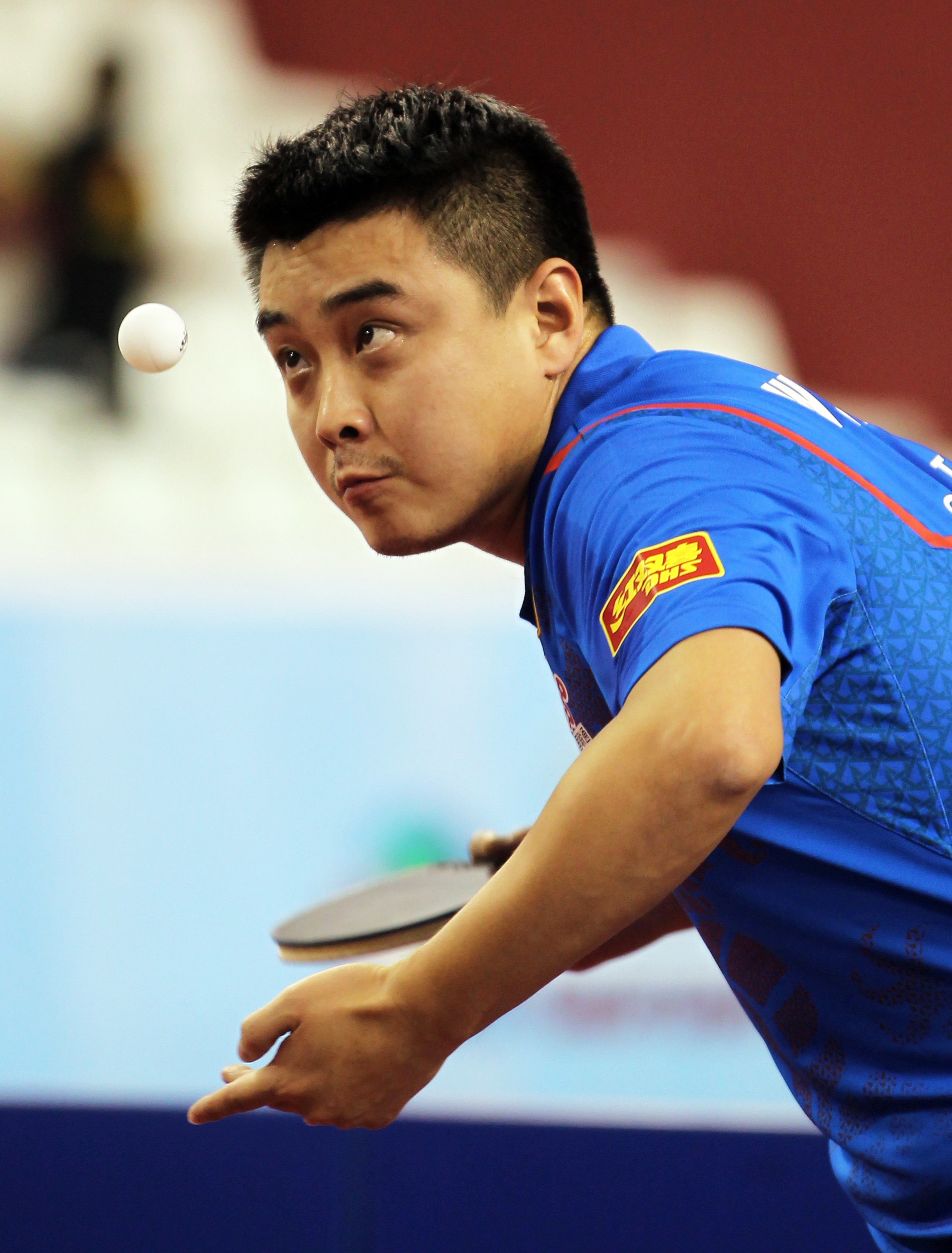
Le pongiste chinois Wang Hao au service.

Il existe une grande variété de services au tennis de table: coupé, lifté, latéral, mou, rapide, rentrant pour citer les principaux.
Le service doit être exécuté derrière la ligne de fond et au-dessus du niveau de la table, la balle posée sur la paume ouverte doit être lancée à au moins 16 cm, frappée dans la phase descendante, et rester visible pour le relanceur à tout moment.

## Service au badminton

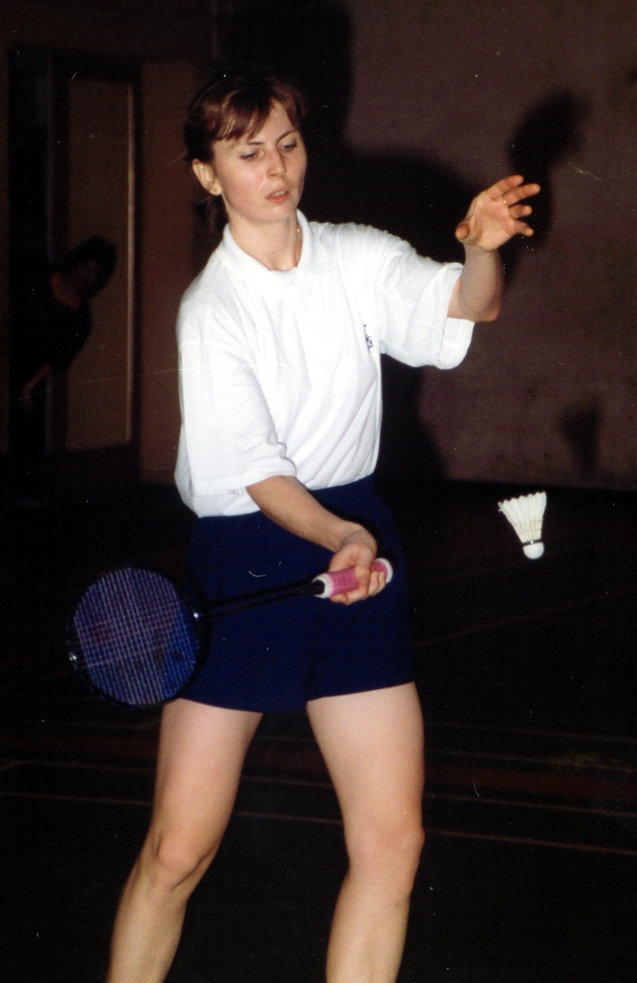
Lída Bášová au service au badminton.

Il existe différents types de services au badminton.

### Le service long
Il sert à repousser l'adversaire vers le fond de court dès le départ. La gestuelle "à bras cassé" est la même que celle du dégagement main basse.
C'est un coup plutôt stylé avec de l'effet que l'on peut faire en simple car le terrain est plus long. Il sert à faire reculer l'adversaire pour se libérer un espace d'attaque à l'avant (s'il est bien exécuté, c'est-à-dire, très long et très haut). Il est de plus en plus utilisé en simple car il permet la construction au filet. Pour le serveur, un service trop long sortira des limites du terrain et un service trop court l'exposera à une attaque difficile à parer.

### Le service court
Il sert à diminuer le temps de réaction de l'adversaire, obliger l'adversaire à remonter le volant et à se mettre en position défensive.
La trajectoire est au ras du filet avec un point mort juste avant la ligne de service court pour que le volant ait un point de chute le plus proche possible de cette ligne.
En double, c'est un coup plutôt utilisé pour éviter de donner l'initiative (de l'attaque) à l'adversaire par un service long.
En simple, il commence à être de plus en plus utilisé par les dames (surtout dans le haut niveau). Son but est d'empêcher l'adversaire d'attaquer.
Le serveur, dans tous les cas, masque son intention et accélère ou ralentit son geste dans sa dernière partie. En contre-partie pour le serveur, un service trop court sera faute et un service trop haut (et pas assez long) l'exposera à un smash adverse.

### Le service tendu "flick"
Il sert à surprendre l'adversaire dès le départ et à l'empêcher de s'organiser derrière le volant pour attaquer. Le coup est sec et la trajectoire ressemble à celle d'un drive, horizontale.
C'est un coup très utilisé en double notamment. Il sert à déstabiliser l'adversaire en créant un effet de surprise. Le danger de ce service pour le serveur est qu'il peut facilement rester dans le filet.